# Enrico Albricci
Pour les articles homonymes, voir Albrizzi.
Enrico Albricci, ou encore Albrizzi, (né en 1714 à Vilminore di Scalve, dans l'actuelle province de Bergame et mort en 1775 à Bergame) est un peintre italien baroque (voire rococo) et du début du néoclassique, actif au XVIIIe siècle.

## Biographie
Enrico Albricci, élève de Ferdinando del Cairo était actif comme peintre de fresques à Bergame et à Brescia.
Il se fit remarquer par des scènes caractérisées par la présence de nains et de personnages fantastiques. Dans ce domaine, ses œuvres ont été longtemps confondues avec celles de Faustino Bocchi.
Albricci réalisa aussi des peintures de sujets sacrés pour les églises de la région de Bergame et Brescia (église Sainte-Marie des Miracles et de saint Alexandre), ainsi que des portraits en grisaille, commandés par le cardinal Angelo Maria Quirini.

## Œuvres
- Toilette de la belle naine.
- Caricature de trois gnomes.
- Les Activités portuaires de Lilliputiens.
- Trois toiles illustrant des scènes des Voyages de Gulliver, collection Chiantore, Turin.
- Monochrome Allégorie de la Charité, façade de l'église de Santa Maria della Carità ou del Buon Pastore, Brescia.
- Femme de Samaria, église Santa Maria dei Miracoli, Brescia.
- Parabole du pharisien et du  publicain, église Santa Maria dei Miracoli, Brescia.
- Résurrection de Lazare, église Santa Maria dei Miracoli, Brescia.
- Le Fils prodigue, église Santa Maria dei Miracoli, Brescia.
- Le bon Pasteur, église Santa Maria dei Miracoli, Brescia.